# Brachygalba goeringi
Brachygalba goeringi là một loài chim trong họ Galbulidae.